# Kogarashi Monjirō
Série
Kogarashi Monjirō: Kakawari gozansen
(1972)
Pour plus de détails, voir Fiche technique et Distribution.
Kogarashi Monjirō (木枯し紋次郎) est un film japonais réalisé par Sadao Nakajima et sorti en 1972.

## Synopsis
Monjirō Kogarashi est un yakuza errant et solitaire qui voyage et joue pour de l'argent. Il séjourne à l'occasion dans les bureaux de yakuza et se bat dans des conflits de territoire en remboursement de l'hospitalité qui lui est offerte conformément au code. Lorsque Samonji assassine un policier, il en assume la responsabilité afin de permettre à son ami de s'occuper de sa mère mourante. En retour, Samonji lui fait la promesse de se dénoncer dès la mort de cette dernière pour le faire libérer. Monjirō Kogarashi est envoyé en exil sur l'île lointaine de Miyake, prenant place parmi les codétenus qui mènent une existence pitoyable, à attendre des pardons inexistants ou à rêver d'évasion.
Un jour, Monjirō apprend d'un codétenu récemment arrivé sur l'île que la mère de Samonji est morte depuis plusieurs mois. Il comprend que ce dernier n'a pas tenu sa promesse de se dénoncer. À la faveur d'une éruption volcanique, il s'évade de l'île en compagnie de Seigorō, Sutekichi, Genta et Ohana afin de se venger.

## Fiche technique
- Titre original : 木枯し紋次郎 (Kogarashi Monjirō?)
- Réalisation : Sadao Nakajima
- Scénario : Takayuki Yamada (ja) et Sadao Nakajima, d'après un roman de Saho Sasazawa (en)
- Photographie : Motoya Washio
- Musique : Chūji Kinoshita (ja)
- Décors : Akira Yoshimura
- Montage : Kōzō Horiike
- Société de production : Tōei
- Pays de production :  Japon
- Langue originale : japonais
- Format : couleur — 2,35:1 — 35 mm — son mono
- Genres : yakuza eiga, drame et action
- Durée : 91 minutes[1]
- Dates de sortie :
  - Japon : 21 juin 1972[1]

## Distribution
- Bunta Sugawara : Monjirō Kogarashi
- Asao Koike : Samonji
- Kyōko Enami : Oyū
- Gorō Ibuki : Seigorō
- Tsunehiko Watase : Genta
- Rin'ichi Yamamoto (ja) : Sutekichi
- Yukie Kagawa (ja) : Ohana
- Takayuki Akutagawa (ja) : narrateur
- Saho Sasazawa (en)